# Ebie
Ebie (海老江) és un barri del districte urbà de Fukushima, a la ciutat d'Osaka, capital de la prefectura homònima, a la regió de Kansai, Japó.

## Geografia
El barri d'Ebie es troba localitzat al nord-oest del districte de Fukushima, fent límit al nord amb el riu Yodo. Al nord del riu limita amb els barris de Hanakawa i Himesato, al districte de Nishi-Yodogawa; a l'est amb els barris de Sagisu, al propi districte i Ōyodo-Minami, al districte de Kita; amb Ōhiraki al sud-oest i amb Yoshino al sud.

### Sub-barris
El barri compta amb huit sub-barris:
- Ebie 1 chōme (海老江一丁目)
- Ebie 2 chōme (海老江二丁目)
- Ebie 3 chōme (海老江三丁目)
- Ebie 4 chōme (海老江四丁目)
- Ebie 5 chōme (海老江五丁目)
- Ebie 6 chōme (海老江六丁目)
- Ebie 7 chōme (海老江七丁目)
- Ebie 8 chōme (海老江八丁目)

## Història
Segons els historiadors, la zona era anomenada en l'antiguitat com a Ebisu. Fins al 1925, la zona va pertànyer a la vila de Sagisu, quan aquesta es va integrar dins de la ciutat d'Osaka i es creà el districte de Fukushima.

## Demografia
| 1920 | 1930  | 1940   | 1950   | 1960 | 1970 | 1980 |
| ---- | ----- | ------ | ------ | ---- | ---- | ---- |
| ND   | ND    | ND     | ND     | ND   | ND   | ND   |
| 1990 | 2000  | 2010   | 2020   | 2030 | 2040 | 2050 |
| ND   | 9.551 | 10.531 | 11.675 | -    | -    | -    |

## Transport

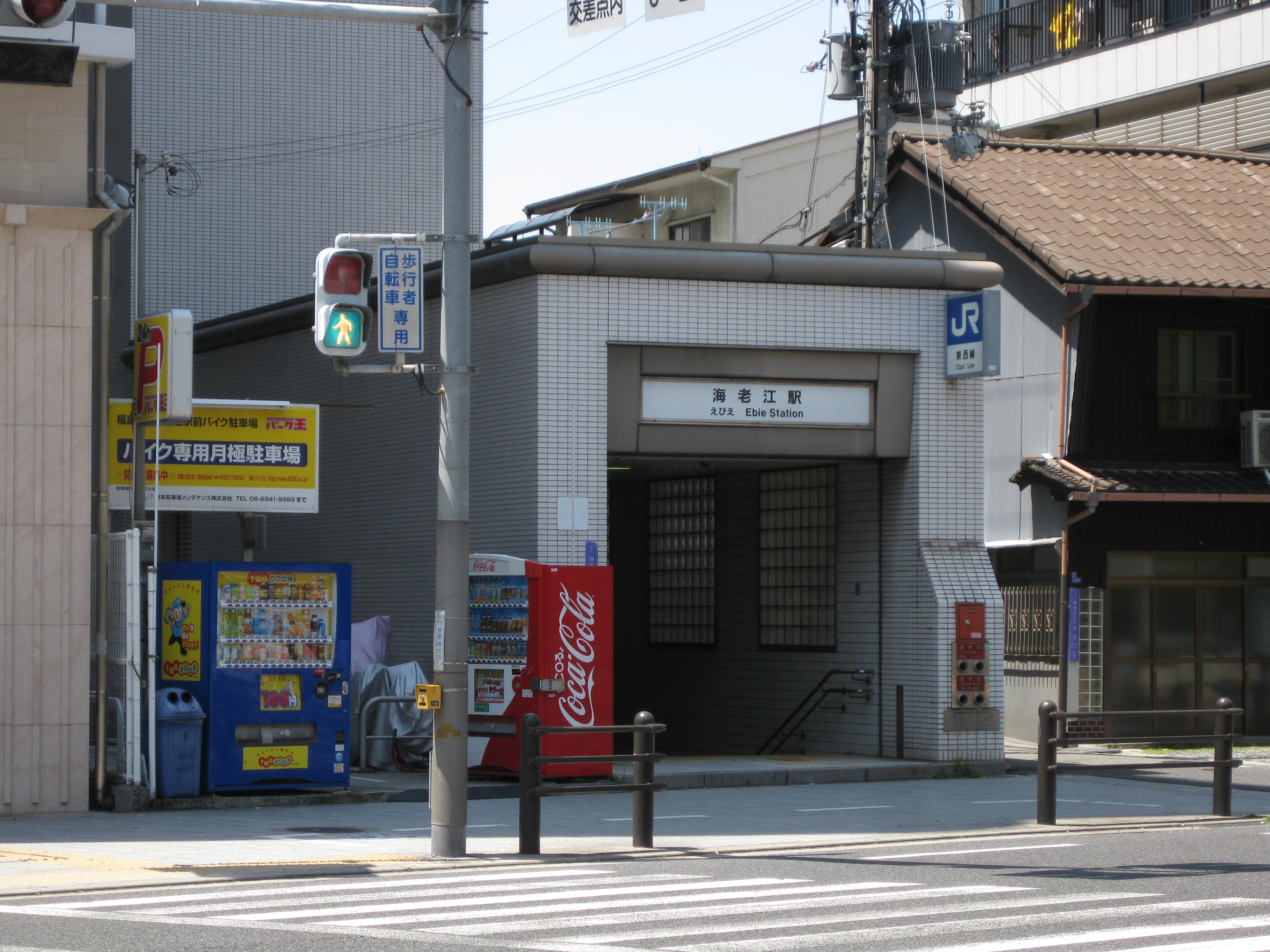
Estació d'Ebie

### Ferrocarril
- Companyia de Ferrocarrils del Japó Occidental (JR West)
  - Ebie
- Ferrocarril Elèctric Hanshin
  - Noda - Yodogawa

### Carretera
- Autopista Hanshin
- Nacional 2